# Alchen
Alchen ist ein Stadtteil von Freudenberg im Kreis Siegen-Wittgenstein in Nordrhein-Westfalen mit rund 1830 Einwohnern.

## Geografie
Der Stadtteil grenzt im Uhrzeigersinn an die Freudenberger Ortsteile Lindenberg, Bühl und Niederholzklau und an die Siegener Stadtteile Trupbach und Seelbach. Alchen liegt im Tal der 11,52 km langen Alche. Berge in der Umgebung sind zum Beispiel der Alcher Berg mit 390,6 m Höhe, der Trünnigersberg mit 376,4 m Höhe oder der 384,1 m hohe Zimmert. Östlich vom Dorf liegt das Naturschutzgebiet Kirrberg.

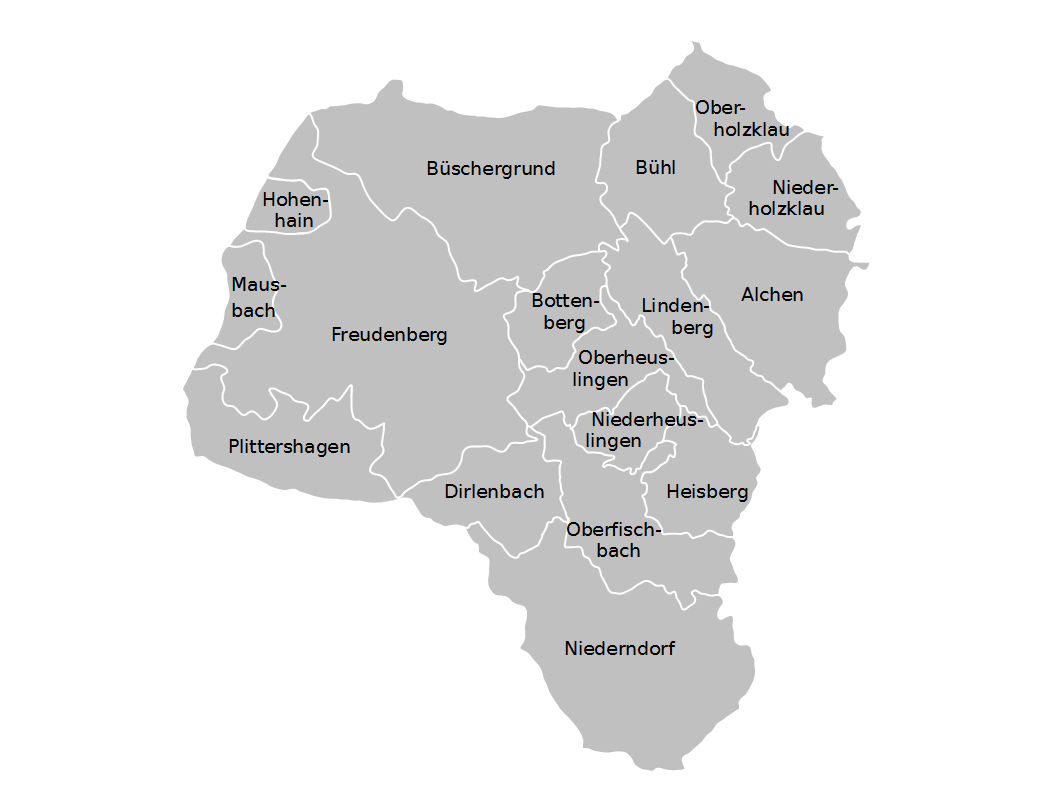
Alchen als östlicher Ortsteil von Freudenberg

## Geschichte
Alchen wurde 1344 zum ersten Mal urkundlich im Bickener Mannbuch erwähnt. Besiedelt wurde der Raum nach Angaben des Heimatforschers und Volksschullehrers Ring bereits vor 2400 Jahren. Ausgrabungen im Jahr 1937 weisen die Verhüttung von Eisen im nordwestlichen Teil des Dorfes in der Latène-Zeit nach. Es entstanden drei getrennte Weiler in der Alchener Ecke: „Siffen“, „Enken“ und „Oberdorf“. Diese wurden erst in den letzten 150 Jahren durch Bauten miteinander verbunden. Alchen entwickelte sich bis ins 18. Jahrhundert nur schleppend, zwischen etwa 1750 und 1850 stand die Weberei und bis 1935 der Bergbau als Wirtschaft im Vordergrund.
Zwischen 1882 und 1896 wurde die Straße zwischen Seelbach und Bühl gebaut. 1903 wurde eine zweiklassige Schule errichtet. Der Anschluss an Strom- bzw. Wassernetz erfolgte 1923 bzw. 1938. Im Zuge der kommunalen Gebietsreform wurde das Amt Freudenberg am 1. Januar 1969 aufgelöst, Alchen wurde ein Teil der neugebildeten Stadt Freudenberg.
Bei dem zum 675-jährigen Dorfjubiläum veranstalteten Backesfest kam es am 8. September 2019 zu einer Fettexplosion, bei der 14 Besucher des Festes zum Teil schwerste Brandverletzungen erlitten und eine Person starb. Eine zweite Person verstarb fast drei Wochen nach dem Unfall. Die beiden Opfer waren eine Mutter und ihre Tochter.

### Einwohnerzahlen
Einwohnerzahlen des Ortes:
| Jahr | Einwohner |
| ---- | --------- |
| 1461 | 50        |
| 1563 | 122       |
| 1818 | 175       |
| 1885 | 392       |
| 1895 | 380       |
| 1905 | 427       |

| Jahr | Einwohner |
| ---- | --------- |
| 1910 | 447       |
| 1925 | 456       |
| 1933 | 550       |
| 1939 | 618       |
| 1950 | 767       |
| 1961 | 859       |

| Jahr | Einwohner |
| ---- | --------- |
| 1967 | 981       |
| 1994 | 1815      |
| 2000 | 2000      |
| 2010 | 1927      |
| 2011 | 1911      |
| 2017 | 1852      |

| Jahr | Einwohner |
| ---- | --------- |
| 2019 | 1848      |
| 2020 | 1857      |
| 2021 | 1856      |
| 2022 | 1845      |

## Verkehrsanbindung
Nicht weit von Alchen entfernt verläuft die Bundesautobahn 45, an die Alchen über den Anschluss Freudenberg angebunden ist. Durch den Ort verläuft die Kreisstraße 6, von der die K 22 abzweigt. Südwestlich verläuft die L 562 als Verbindungsstrecke Siegen–Freudenberg vorbei.
Alchen hat insgesamt sieben Bushaltestellen: Im Mertenseifen, Eckenweg, Bühler Straße, Ort, In der Thalen, Haas und Waldweg/Im Seifen. Die Linien werden von den Verkehrsbetrieben Westfalen-Süd betrieben. Die Linie R37 (ehemals L153) verkehrt stündlich in Richtung Siegen und in Richtung Freudenberg, die Linie R53 stündlich nach Siegen und Olpe. Zusätzlich gibt es die Taxibus-Linie L150, welche im Zweistundentakt zwischen Freudenberg, Ober-/Niederholzklau und Alchen verkehrt, allerdings nur bei Vorbestellung.

## Sport
In Alchen gibt es die Sportvereine TuS Alchen und den Turnverein Alcher Turngemeinschaft sowie den CVJM Alchen.

## Persönlichkeiten
- Patrick Helmes (* 1984), deutscher Fußballtrainer[16] (ehemaliger Fußballnationalspieler[17])
- Sven Michel (* 1990), deutscher Fußballspieler[18]